# Mette Kongens
Mette Ludvigsdatter Kongens, död efter 1619, var en dansk kvinna som dömdes för häxeri i Viborg, Danmark. Hon tillhör de mer kända fallen under den stora häxjakten i Danmark 1617-1625. 
Laurids Ebbesen, lensmand på Åkær och Skanderborg, tillhörde de lokala ämbetsmän som nitiskt åtlydde den nya häxlagen, Trolddomsforordningen af 1617, och som åtföljdes av kungens uppmaning till lokala myndigheter att använda den för att utrota all trolldom i riket, och som utlöste en intensiv häxjakt i hela Danmark. Mellan juni 1618 till juni 1619 hölls åtta häxprocesser i Ørting.  Lokala ämbetsmän rapporterade in trolldomsmål till den lokala domstolen, Herredsretten, och, om de befanns skyldiga där, vidare till landstinget, vilket för Jyllands del låg i Viborg, där dödsdomen avskrevs eller bekräftades.  
Änkan Maren Alrød från Hundslund anmäldes för att ha förbannat penisen på Knud Jensen från Fensten för att han antastat hennes dotter, och brändes sedan hon angett andra, däribland den kloka gumman Mette Ludvigsdatter Kongens från Ørting, som greps i juni 1618. Hon påstod att Mette tillhörde en häxkult som dansade över marken så att inget skulle kunna växa där.  
Brunek Pedersen uppgav att han, då han sjuklig varit på väg till Skanderborg, välte hans vagn; Mette hämtades, använde sig av korset, och instruerade honom att vända hem, så skulle han vara frisk igen då han kom förbi nästa fredag. Det var han också, men insjuknade igen. Han fick en dryck av Mette, men då den inte hjälpte, stämde han henne för trolldom. Även Mettes make Hans anmäldes för trolldom, men han tycks antingen ha flytt eller begått självmord; det ansågs försvårande för Mette. Hon angav ytterligare kvinnor, och innan häxjakten i området var slut hade åtta kvinnor bränts. 
Mette själv tycks däremot inte ha blivit avrättad, trots att hon dömdes som skyldig. Det är inte känt hur hon undgick avrättning. 